# هانری مالرب
هانری مالرب (به فرانسوی:Henry Malherbe)، همچنین شناخته شده با نام هنری کرویسیه (به فرانسوی: Henry Croisilles)؛ (۴ مارس ۱۸۸۶a در بخارست - ۱۷ مارس ۱۹۵۸ در پاریس) یک نویسنده اهل فرانسه بود. او در سال ۱۹۱۷ برنده جایزه بزرگ گنکور برای رمان «شعله در دست» شد.
او برای روزنامه لوتون قلم می‌زد.
مالرب در جنگ جهانی اول جنگید. او از بنیانگذاران و اولین رئیس انجمن رزمندگان نویسنده (به فرانسوی: Association des écrivains combattants) بود. جایزه هانری مالرب به افتخار او نامگذاری شده است.

## یادداشت
^  چندین منبع سال تولد او را ۱۸۸۷ ذکر کرده‌اند.